# Kreisgraben
Kreisgraben ist ein archäologischer Fachbegriff, der eine Anlage bezeichnet, die sich als kreisförmiger Graben im Boden abzeichnet. Der Begriff ist nicht auf eine bestimmte Größe des Befundes oder eine bestimmte Deutung festgelegt. Kreisgräben kommen in vielen Epochen, Räumen und Kulturen vor. Das Wesentliche dieser Befunde, die heute als Graben wahrgenommen werden, dürfte für die damaligen Menschen der mit dem ausgegrabenen Material aufgehäufte Wall oder Hügel gewesen sein, der sich jedoch meist nicht erhalten hat.
Typisch sind Kreisgräben im Mittelneolithikum Mitteleuropas als oft um 100–200 m große Kreisgrabenanlagen, die man als Anlagen kultisch-sozialer Funktion deutet. Vor allem in den Niederlanden und Westfalen treten Kreisgräben in der jüngeren Bronzezeit – neben anderen Formen wie zum Beispiel Grabhügel mit doppeltem Kreisgraben oder Schlüssellochgräben – als Umfassung von Brandgräbern auf und sind ein Merkmal der Niederrheinischen Grabhügelkultur. Im Frühmittelalter dienen Kreisgräben gelegentlich als Einhegung von Körpergräbern; sie gelten als Zeichen aufwendigerer Bestattungen.

## Belege
1. ↑  Arie Dirk Verlinde: Die Gräber und Grabfunde der späten Bronzezeit und frühen Eisenzeit in Overijssel IV. Berichten van de Rijksdienst voor het oudheidkundig bodemonderzoek 35, 1985, S. 233–411. – Klemens Wilhelmi: Zwei bronzezeitliche Kreisgrabenfriedhöfe bei Telgte, Kr. Warendorf. Bodenaltertümer Westfalens 17, Münster 1981.
2. ↑  Max Martin: Das fränkische Gräberfeld von Basel-Bernerring. Basler Beiträge zur Ur- und Frühgeschichte 1. Basel 1976, S. 20–29. – Hermann Hinz: Das fränkische Gräberfeld von Eick, Gemeinde Rheinkamp, Kreis Moers. Germanische Denkmäler der Völkerwanderungszeit Serie B, Band 4. Gebr. Mann, Berlin 1969, S. 61–63.